# 刺茄
刺茄（学名：Solanum capsicoides），又名牛茄子，为茄科茄属下的一个种。

## 扩展阅读
- 維基物種上的相關：刺茄